# CU미디어
CU미디어(CU Media)는 대한민국의 방송채널 사용사업자이다. 2015년 iHQ와 합병돼 현재는 iHQ로 변경되었다. iHQ 미디어부문은 현재 5개의 채널이 있다.

## 주요 채널 소개
- 코미디TV : Always Fun. (오락 채널)
- K-STAR : K Holic (연예정보 채널)(舊 문화예술TV, A&C코오롱, 예술영화TV, 무비플러스, YTN STAR, Y-STAR)
- iHQ DRAMA : 드라마 처럼. (드라마 채널)(舊 WCN, 시리즈TV)
- CUBE TV : 한류중심의 K-POP+아이돌 버라이어티 채널. (K-POP 채널)(舊 더 드라마)
- 샌드박스 플러스 : 연중 무휴 트렌드 맛집. (디지털 콘텐츠 채널)(舊 라이프 N, 라이프 U)

## 위치
- 서울특별시 강서구 강서로 501-8